# Héctor Simón Escudero
Héctor Simón Escudero (Llançà, 13 de març de 1984) és un entrenador de futbol i exfutbolista català, que ocupava la posició de migcampista.

## Trajectòria
Destaca als equips de la UE Figueres, d'on és captat pel RCD Espanyol el 2002. La temporada 03/04 debuta a la màxima categoria amb el primer equip, tot jugant vuit partits. Sense massa oportunitats a l'equip barceloní, el 2005 marxa cedit al Racing de Ferrol, amb qui disputa 13 partits de Segona Divisió. Mentre milita a l'equip gallec, pateix una greu lesió vertebral al caure malament a una piscina a Tenerife, que li manté quasi dos anys apartat dels terrenys de joc.
De nou a l'Espanyol, continua formant part del filial, sense incorporar-se al conjunt de primera divisió. La temporada 08/09 retorna a la categoria d'argent a les files del Girona FC, on tot just apareix en tres ocasions. A mitja temporada recala a la Cultural Leonesa de Segona B. Al final de temporada va retornar al club gironí, d'on al cap de pocs mesos va sortir-ne per anar al Benidorm Club de Futbol. La temporada 2010/20211 va fitxar pel Club Esportiu Castelló, club amb el qual va tornar a tenir continuïtat. La temporada següent va fitxar pel CE Sabadell, amb qui va jugar a la Segona Divisió. L'estiu de 2012 va fitxar per l'Oviedo, equip en el qual va estar dues temporades lluitant per l'ascens. Finalment, el darrer equip en el qual va jugar va ser la UE Olot, on va recalar l'any 2014. Al club olotí va jugar sis temporades i més de dos-cents partits a Segona Divisió B, menys una temporada a la Tercera Divisió. És el jugador amb més partits disputats a la Segona B amb el club.
El mateix estiu de la seva retirada com a futbolista va agafar la banqueta del Peralada CF, de la Tercera Divisió. La temporada següent, la 2022/2023 va dirigir el CE L'Hospitalet de la mateixa categoria. La temporada 2023/2024 va dirigir el juvenil A del Girona FC i la 2024/2025 va fer-se càrrec de la banqueta de la UE Figueres, de la Lliga Elit.